# Colonia Palma
Colonia Palma är en ort i Mexiko, tillhörande kommunen Isidro Fabela i delstaten Mexiko. Orten hade 1 459 invånare vid folkräkningen 2010 och är kommunens näst största samhälle.